# Espaço bidimensional

Os eixos "x" e "y" simbolizam o espaço de duas dimensões.

O "espaço bidimensional" é formado por duas dimensões (altura e largura), sendo plano em sua essência. Ele é apenas um ente ideal (teórico), pois no mundo real, qualquer superfície palpável é formada por pelo menos três dimensões. Os entes primitivos do espaço bidimensional são o ponto e a linha (aqui entendida como uma sucessão retilínea ou curvilínea). 
São características do espaço bidimensional:
- a existência de um único plano infinito
- a existência de infinitos pontos e retas (concorrentes e paralelas)
- resolução de problemas que envolvem lugares geométricos, proporções, divisões, distâncias, intervalos, comprimentos, ângulos, áreas etc..